# Ostarbeiter
Ostarbeiter (germană: [ˈɔstˌʔaʁbaɪtɐ], „muncitor răsăritean”) a fost o denumirea dată de autoritățile naziste pentru muncitorii sclavi străini adunați din toată Europa Centrală și de Est pentru efectuarea de muncă forțată în Germania în timpul celui de-al doilea război mondial. Germanii au început să deporteze civili la începutul războiului și au continuat să facă acest lucru la niveluri fără precedent după declanșarea Operațiunii Barbarossa din 1941. Ei au reținut Ostarbeiter din districtele germane nou formate:  Reichskommissariatul Ucraina, Districtul Galiției (el însuși atașat  Guvernământului General) și Reichskomisariatul Ostland. Aceste zone cuprindeau Polonia ocupată de germani și teritoriile cucerite în Uniunea Sovietică. Conform afirmațiilor lui Pavel Polian, peste 50% din Ostarbeiteri au fost cetățeni sovietici originari din teritoriul [[Ucraina]|Ucrainei], urmați de lucrătoare poloneze (până la 30% din total). Printre muncitorii estici se numărau etnici ucraineni, polonezi, belaruși, ruși, armeni, tătari și alții.Estimările privind numărul Ostarbeiteri variază între 3 și 5,5 milioane de oameni.
Până în 1944, majoritatea lucrătorilor noi aveau sub 16 ani, deoarece cei mai în vârstă erau de obicei recrutați pentru a servi în  Germania; 30% aveau vârste cuprinse între 12 și 14 ani când au fost luați de la casele lor. Limita de vârstă a fost redusă la 10 ani în noiembrie 1943. Ostarbeiterii femei au fost adesea victime ale violului, ca urmare a actelor sexuale forțate au apărut zeci de mii de sarcini.
Ostarbeiterii primea de multe ori rații de hrană total insuficiente și au fost forțați să trăiască în lagăre de muncă păzite. Mulți muncitori răsăriteni au murit din cauza  subnutriției, a suprasolicitării, a bombardamentelor (li s-a refuzat frecvent accesul la adăposturile antiaeriene), a abuzurilor și a execuțiilor efectuate de supraveghetorii lor germani. Acestor lucrători li s-au refuzat adesea salariile; când au fost plătiți, au primit plata în bonuri valorice, care nu putea fi folosite decât pentru a cumpăra anumite produse din taberele în care locuiau. După încheierea războiului, puterile învingătoare au repatria din zonele aliate de ocupație din Germania au repatriat un număr mare dintre cele peste 2,5 milioane de muncitori răsăriteni eliberați. Dintre cei care au fost repatriați în URSS, mulți au fost ostracizați social. Autoritățile americane au interzis repatrierea Ostarbeiter în octombrie 1945, iar unii dintre muncitorii răsăriteni au emigrat în SUA, precum și în alte țări din afara blocului estic. În anul 2000, guvernul german și mii de companii germane au efectuat o plată unică de puțin peste 5 miliarde euro către victimele Ostarbeiter ale regimului nazist.

## Terminologia
Documentele oficiale germane de la sfârșitul verii anului 1944 arătau că 7,6 milioane de lucrători civili străini și prizonieri de război se aflau pe teritoriul "Marelui Reich German". Cei mai mulți dintre aceștia fuseseră aduși la muncă cu forța. Astfel, acești muncitor reprezentau aproximativ un sfert din totalul lucrătorilor înregistrați în întreaga economie a celui de-al Treilea Reich la acea vreme.
Autoritățile naziste au creat un sistem de clase pentru Fremdarbeiter (muncitori străini) aduși în Germania. Sistemul pe mai multe niveluri s-a bazat pe straturi de ierarhii naționale. Gastarbeitnehmer, așa-numiții "lucrători oaspeți" proveneau din  popoarele germanice, Scandinavia, Romania și Italia. Ei s-au bucurat de cel mai înalt statut. Zwangsarbeiter (lucrători supuși la muncă forțată) includea Militärinternierte (internații militari), prizonierii de război, Zivilarbeiter (lucrătorii civili) și prizonieri polonezi din Guvernământul General. Ei au primit salarii și rații alimentare reduse și au fost nevoiți să lucreze mai multe ore decât Gastarbeitnehmerii, nu au putut folosi facilitățile publice (cum ar fi transportul public, restaurantele sau bisericile), li s-a interzis să dețină anumite obiecte, iar unora li s-a cerut să poarte un semn distinctiv atașat de hainele lor. Ostarbeiterii erau muncitorii estici, în primul rând din Reichskomisariatul Ucraina. Aceștia purtau pe haine o insignă pe care scria „OST” („est”) și au fost supuși unor condiții și mai dure decât lucrătorii civili. Ei au fost forțați să trăiască în lagăre speciale care au fost împrejmuite cu sârmă ghimpată, s-au aflat sub o pază continuă și au fost expuși în special acțiunilor arbitrare ale Gestapoului și al gărzilor uniților industriale. La sfârșitul războiului, 5,5 milioane de Ostarbeiteri au fost repatriate în URSS.

## Istoric
La sfârșitul anului 1941, a apărut o nouă criză în Germania. În urma mobilizării bărbaților în armată, țara s-a confruntat cu un deficit de forță de muncă care lucrau în domeniul industriei militare. Pentru ca să rezolve această penurie, Göring a hotărât să aducă oameni din teritoriile ocupate în Europa Centrală și de Est în timpul  Operațiunii Barbarossa. Acești muncitori au fost numiți Ostarbeiteri. Criza s-a adâncit odată cu continuarea războiului cu Uniunea Sovietică. Până în 1944, politica s-a transformat în răpiri în masă ale aproape oricăror persoane disponibile pentru acoperirea nevoilor de forță de muncă ale Organizației Todt și a altor alte proiecte similare. Între 40.000 și 50.000 de copii polonezi cu vârste cuprinse între 10 și 14 ani au fost răpiți de forțele germane de ocupație și transportați în Germania ca muncitori-sclavi în timpul așa-numitei  Heuaktion („recoltarea fânului”). Heuaktion a fost denumirea găsită pentru operațiunea de adunare a copiilor despre care s-a pretins că sunt fără adăpost, orfani și neîncadrați într-o formă de protecție, pentru care germanii aveau să le devină „tutori legali”. După ce au ajuns în Germania, copiii au fost predați  Serviciului de Muncă al Reich-ului sau lucrărilor de avioane Junkers. Scopul secundar al acestor răpiri a fost să forțeze adulții să se înregistreze în locul copiilor.

### Recrutările și răpirile

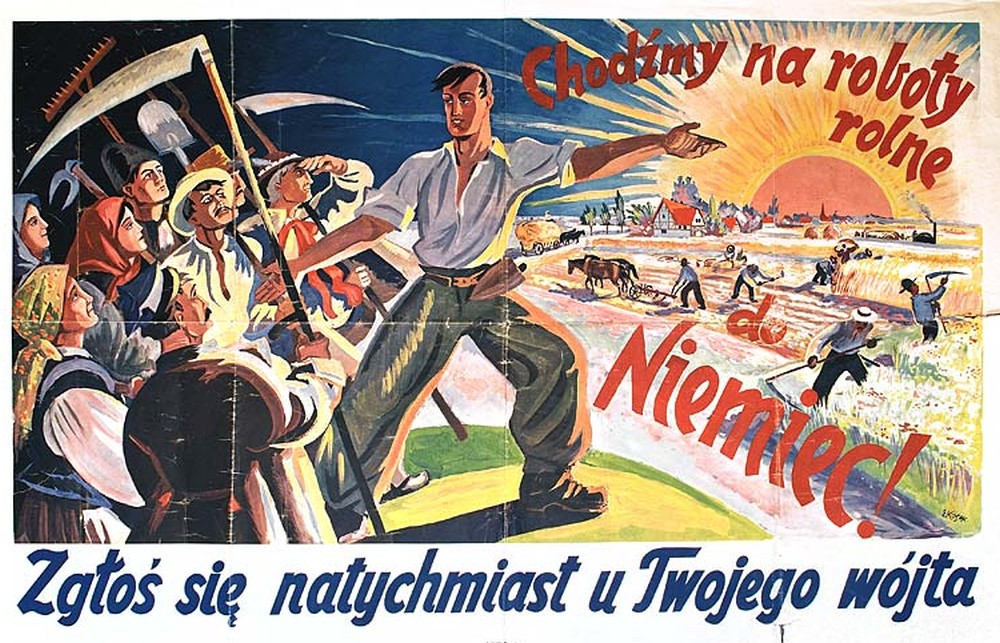
Poster german de propagandă în limba poloneză: „Hai să muncim în agricultură în Germania. Prezentați-vă imediat la wójt-ul vostru”

Prima campanie de recrutare pentru plecarea muncitorilor în Germania a fost lansată în ianuarie 1942 de către Fritz Sauckel. „Pe 28 ianuarie, primul tren special va pleca în Germania cu mese calde la Kiev, Zdolbunov și Przemyśl", se arată într-un anunț. Primul tren cu muncitori a avut toate locurile ocupate când a plecat de la Kiev pe 22 ianuarie. Campania propagandistică a continuat în lunile următoare. „Germania te cheamă! Du-te în frumoasa Germanie! 100.000 de ucraineni lucrează deja în Germania liberă. Tu ce ai de gând?", se arată într-un anunț într-un ziar din Kiev pe 3 martie 1942. În regiunile de recrutare au venit însă rapid vești despre condițiile de sclavie în care erau forțați să lucreze ucrainenii în Germania, iar campania nu a reușit să atragă suficienți voluntari. S-a trecut la recrutarea forțată a muncitorilor, deși propaganda îi înfățișa încă pe muncitorii din est ca voluntari.
Odată cu veștile despre condițiile groaznice cu care s-au confruntat mulți ostarbeiteri în Germania, numărul voluntari a scăzut rapid. Ca urmare, germanii au ales să recurgă la arestări în masă, vizând adeseori adunări mari, cum au fost participanții la slujbele bisericești și mulțimile de la evenimente sportive. Grupuri întregi au fost conduse sub amenințarea armei și încărcare în camioanele de vite care urmau să asigure transportul în Germania.

### Bonele
O categorie specială a fost cea a tinerelor recrutate ca să lucreze ca bone. Hitler a susținut că multe femei și-ar dori să aibă copii, iar multe dintre s-au ferit să rămână gravide din cauza lipsei ajutorului în gospodărie. Deoarece bonele ar fi lucrat cu copiii germani, dar și pentru că acestea ar fi putut fi exploatate sexual, tinerele destinate acestei activități trebuiau să fie eligibile pentru germanizare. Heinrich Himmler a vorbit despre recâștigarea sângelui german și despre avantajele de care s-ar fi bucurat femeile, care ar fi avut parte de o creștere a statutului social prin munca în Germania și s-ar fi putut bucura chiar și de șansa încheierii unei căsători în Reich. Tinerele ar putea fi putut fi atribuite numai familiilor cu mulți copii, care aveau în plus capacitatea să instruiască în mod corespunzător bonele. Aceste misiuni au fost efectuate de  Nationalsozialistische Frauenschaft (Asociația Femeilor Național-Socialiste) . Inițial, această recrutare a fost efectuată numai în teritoriile anexate ale Poloniei, dar lipsa femeilor care să treacă de procesul de selecți a dus la extinderea procesului în toată Polonia, iar mai apoi și în teritoriile ocupate din URSS..

### Condițiile de viată
În Germania, ostarbeiterii locuia fie în tabere private deținute și administrate de marile companii, fie în tabere speciale păzite de servicii de poliție privată, cunoscute sub numele de Werkschutz. Lucrau în medie 12 ore pe zi, șase zile pe săptămână. Lucrătorii din est au fost plătiți cu aproximativ 30 % din salariile muncitorilor germani. Cea mai mare parte a banilor au fost cheltuiți pentru alimente, îmbrăcăminte și masă. „Arbeitskreis” din cadrul RSHA, autoritatea germană din domeniul muncii, s-a plâns că multe firme îi considerau pe acești muncitori drept „prizonieri civili”, i-au tratat în consecință și nu le-au plătit niciun salariu. Cei care au primit plata au primit bonuri de valoare special tipărite și timbre de economii, pe care le-au putut folosi doar pentru achiziționarea unui număr limitat de articole în magazinele speciale din tabere. Muncitorilor din est li s-au dat conform reglementărilor legale rații alimentare mai proaste decât altor grupuri supuse la muncă forțată. Lor li s-au asigurat rații de înfometare și condiții primitive de cazare în Germania.
Ostarbeiterii au fost obligați să își limiteze deplasările doar în locurile în care erau cazați, care erau lagăre de muncă în unele cazuri. Pentru că din punct de vedere etnic erau slavi, ei au fost clasificați de autoritățile germane drept Untermenschen („sub-oameni”), care puteau fi bătuți, terorizați și uciși pentru încălcarea legilor. Cei care au încercat să evadeze au fost spânzurați în locuri unde trupurile lor puteau fi văzute de alți muncitori. Părăsirea locurilor de muncă fără autorizație sau evadarea au fost pedepsite cu moartea. Naziștii au emis interzis relațiile sexuale între germani și muncitorii din est. Himmler a cerut pe 7 decembrie 1942 ca orice „act sexual neautorizat” să fie pedepsit cu moartea. În conformitate cu noile legi rasiale, toate relațiile sexuale, chiar și cele care nu avea ca rezultat o sarcină, au fost aspru pedepsite ca Rassenschande (contaminare rasială). În timpul războiului, sute de bărbați polonezi și ruși au fost executați pentru relațiile sexuale cu femeile germane, chiar dacă principalii „infractori” – a scris Ulrich Herbert – au fost în principal lucrătorii civili francezi și italieni, cărora nu li s-a interzis contactul social cu femeile germane.
Femeile ostarbeiter au căzut victime violurilor și, ca rezultat, au apărut mii de sarcini în urma abuzurilor sexuale fost extrem de frecvent și a dus la zeci de mii de sarcini. Victimele violurilor au născut un număr atât de mare de copii, încât au trebuit să fie create sute de centre speciale „Ostarbeiterkinderpflegestätten” (creșe pentru copii muncitoarelor din est).
Mulți ‘‘ostarbeiteri au murit în timpul bombardamentelor aliate, care au vizat fabricile unde lucrau, în condițiile în care autoritățile germane au refuzat să le permită intrarea în adăposturile antiaeriene. 
Autoritățile naziste au încercat să reproducă astfel de condiții în ferme, ordonând fermierilor să integreze muncitorii din est în forța lor de muncă, impunând în același timp separarea socială totală, de exemplu să interzică acestora din urmă să mănânce la aceeași masă cu germanii, dar acest lucru s-a dovedit mult mai dificil de aplicat. În ciuda eforturilor autorităților pentru ridicarea „conștiinței rasiale”, relațiile sexuale dintre muncitorii din est și femeile germane au avut totuși loc.  Când situația de pe front a Germaniei s-a înrăutățit, condițiile muncitorilor s-au îmbunătățit în multe cazuri, pe măsură ce fermierii au încercat să se protejeze împotriva urmărilor unei înfrângeri militare.
Muncitorii germani au servit ca maiștri și supraveghetori ai echipelor de muncii din est în fabrici și, prin urmare, nu s-a dezvoltat nicio legătură între străini și cetățenii germani. Muncitorii germani s-au obișnuit cu inegalitățile pe care le implica de rasismul împotriva muncitorilor din est și au devenit indiferenți față de situația lor dificilă.

### Statistici

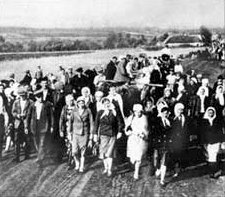
Ucrainieni din regiunea Cerkasî care aveau să plece la muncă în Germania, 1942

În timpul ocupației germane a Europei Centrale și de Est în al doilea război mondial (1941-1944), între 3 și 5,5 milioane de oameni au fost duși în Germania ca ostarbeiteri. Între două treimi și trei sferturi dintre muncitorii din est au fost ucraineni. Profesorul iuri Kondufor a apreciat că 2.244.000 de ucrainenei au fost forțați să presteze muncă forțată în Germania în timpul celei de-a doua conflagrații mondiale. Profesorul american Alexander Davidovich Dallin a calculat că în Germania au lucrat 2.196.166 ostarbeiteri ucraineni. Ambii autori au exclus din statisticile lor câteva sute de mii de ucraineni din Galiția, ceea ce face ca numărul total de sclavi ucraineni să ajungă la aproximativ 2,5 milioane.
În rândul muncitorilor din est au fost ceva mai multe femei decât bărbați. Muncitorii răsăriteni au fost angajați în agricultură, minerit, fabricile de armament, industria metalurgică și căile ferate. Ostarbeiterii au fost trimiși pentru început în lagăre intermediare, unde muncitorii au fost aleși pentru muncă direct de către reprezentanții companiilor care duceau lipsă de forță de muncă. Fiecare dintre fabricile Ford-Werke AG din Köln și Opel din Rüsselsheim și Brandenburg au angajat mii de astfel de ostarbeiteri.
Unii ostarbeiteri lucrau pentru firme private, deși mulți erau angajați în fabricile de armament. Aceste fabrici erau ținte principale pentru bombardamentele Aliaților. Ostarbeiterii au fost considerați destul de productivi și eficienți. În acea vreme se aprecia că bărbații aveau o productivitate de 60-80% fată de cea a un muncitor german, iar femeile de 90-100%. Două milioane de ucraineni au lucrat în principal în fabricile de armament, inclusiv în fabrica de rachete V-2 de la Peenemünde.
Conform studiilor lui Alexander Dallin, până în decembrie 1944, fuseseră trimiși la muncă în Germania:
| Task                                | Numărul de muncitori din est |
| ----------------------------------- | ---------------------------- |
| Agricultură                         | 725.000                      |
| Minerit                             | 93.000                       |
| Fabricarea de mașini și echipamente | 180.000                      |
| Industria metalurgică               | 170.000                      |
| Căile ferate                        | 122.000                      |

### Abuzurile sexuale asupra muncitoarelor din est
Pentru ca să prevină încălcarea legilor rasiale de către cetățenii germani (Rassenschande), fermierii au primit broșuri de propagandă cu privire la amestecul rasial, care s-au dovedit complet ineficiente. Numeroase abuzuri sexuale la care au fost supuse muncitoarelor din est poloneze și sovietice de către supraveghetorii lor au dus la zeci de mii de sarcini nedorite. Un procent cutremurător de 80% dintre violuri au avut loc la fermele unde lucrau fetele poloneze. Nou-născuții au fost  eutanasiați în secret în  Ausländerkinder-Pflegestätte (centrul de îngrijire pentru copii străini).. În Arbeitslager (lagărele de muncă), noii născuți au fost uciși pe loc. Muncitorii occidentali din fabrici occidentale aveau acces la bordeluri. Cei din est nu aveau însă. Ordinele oficiale prevedeau recrutarea unui număr egal de bărbați și de femei, astfel încât să nu fie nevoie de bordeluri pentru muncitorii din est. Muncitoarele din est erau întotdeauna cazate în barăci separate. Cu toate acestea, ele erau suspectate de SS-iști că „trișau pentru a scăpa de muncă" rămânând gravide. Dacă la început femeile gravide erau trimise acasă să nască, după ordinul Reichsführer-SS din 1943, ele au fost silite să avorteze. În ciuda faptului că avortul era interzis în Germania, muncitoarele din est erau de cele mai multe ori forțate să avorteze.
Uneori, atunci când muncitoarea străină și tatăl copilului erau „de sânge bun” (norvegian de exemplu), copilul putea fi considerat „valoros din punct de vedere rasial”. În acest caz, filiația era verificată și ambii părinți erau testați. Dacă testele la care erau supuși părinții erau trecute cu succes, femeia primea permisiunea să nască, iar copilul era preluat de autorități pentru germanizare. Dacă rezultatele testelor arătau că femeia este „pură” din punct de vedere rasial, ea putea să fie plasată sub ocrotirea instituției Lebensborn. Cu toate acestea, atunci când copiii născuți nu reușeau să treacă testele, ei erau plasați în facilitățile Ausländerkinder-Pflegestätte, unde până la 90 la sută dintre ei aveau să moară din cauza proastelor îngrijiri.
Autoritățile naziste au constatat că, în unele zone rurale, soțiile de fermieri germani erau înclinate să aibă grijă de copiii născuți de muncitoarele lor, tratându-i la fel ca pe proprii lor copii. S-a încercat segregarea acestor copii și s-a folosit o propagandă necruțătoare pentru ca să justifice separarea imediată și totală a unei muncitoare cu „sânge străin” de copilul ei, dacă acesta din urmă era născut în Germania. 
Autoritățile naziste au făcut eforturi neîntrerupte pentru propagarea Volkstum (conștiința rasială) pentru prevenire  „profanarea sângelui” (Rassenschande) german de către muncitorii străini. Cu toate acestea, la sosirea trenurilor cu fetele poloneze în orașele și satele germane, erau organizate adevărate târguri de vânzare de sclave sexuale.

### Experimentele medicale
Ostarbeiterii au suferit de un nivel ridicat de traume psihologice ca urmare a tratamentelor abuzive la care erau supuși, iar cei care erau internați în spitale psihiatrice erau adesea victimele unor abuzuri și crime. Regimul nazist a aprobat, de asemenea, utilizarea muncitorilor din est pe post de cobai în experimente medicale.
Pe 6 septembrie 1944, printr-un ordin al Ministerului de Interne al Reichului a fost înființate unități speciale pentru muncitorii din est în mai multe spitale psihiatrice din Germania. Motivul oficial a fost formulat astfel: „Odată cu numărul considerabil de ‘‘ostarbeiteri care au fost aduși în Reich-ul german ca forță de muncă, internarea lor în spitalele psihiatrice germane ca bolnavi mintal a devenit tot mai frecventă... Având în vedere lipsa de spațiu din spitalele germane, este iresponsabil să tratăm aceste persoane bolnave, care în viitorul previzibil nu vor fi apte de muncă, pentru o perioadă prelungită în instituțiile germane.” Numărul exact al muncitorilor din este uciși în aceste instituții psihiatrice nu este cunoscut cu certitudine. Dintre cei 189 de ‘‘ostarbeiteri care au fost internați în unitatea specială Heil- und Pflegeanstalt Kaufbeuren, 49 au murit ca urmarea a înfometării sau a injecțiilor cu otravă.

## Repatrierea

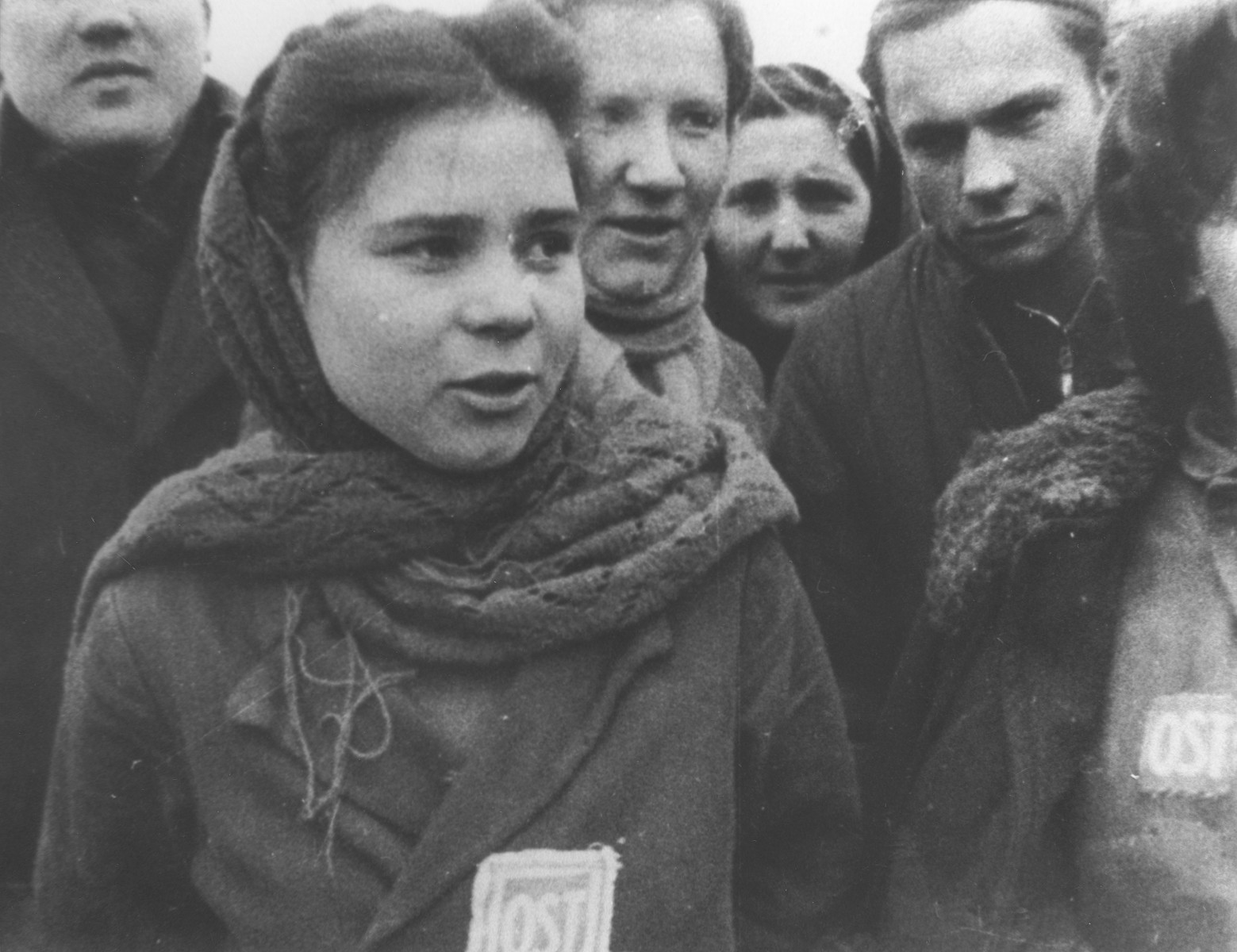
Femei forțate să lucreze în Germania, care purtau semnul distinctiv „OST” (Ostarbeiter) sunt eliberate dintr-un lagăr din Lodz.

După încheierea războiului, muncitorii din est au fost la început plasați în tabere pentru persoanele strămutate, de unde au fost transferați la Kempten pentru verificări și transport în țările de origine, în principal în URSS. Sovieticii au folosit brigăzi speciale de „agitație și propagandă” pentru ca să îi convingă pe ostarbeiteri să revină în țară. 
Mulți dintre acești ostarbeiteri fuseseră doar niște copii sau adolescenți atunci când au fost trimiși la muncă și își doreau sincer să se reîntoarcă acasă la părinți. Alții, care erau conștienți de atmosfera din Uniunea Sovietică sau înțelegeau realitatea politică postbelică au refuzat să revină în țară. Cei care s-au aflat în zona de ocupație sovietică au fost trimiși în mod automat în țară. Cei care s-au aflat în zonele franceză sau britanică au fost forțați să se reîntoarcă în conformitate cu prevederile Conferinței de la Ialta care stipulau că „Cetățenii Uniunii Sovietice și ai Iugoslaviei urmează să fie predați țărilor lor respective, indiferent de acordul lor”. 
În octombrie 1945, generalul Eisenhower a interzis folosirea forței pentru repatrierea muncitorilor din est aflați în zona americană. Drept urmare, mulți ostarbeiteri au început să fugă în zona americană. Unii, atunci când au aflat că urmează să fie trimiși în Uniunea Sovietică, s-au sinucis.
După întoarcerea în Uniunea Sovietică, muncitorii din est au fost adesea tratați ca trădători. Mulți au fost transportați în locații îndepărtate din Uniunea Sovietică și li s-au refuzat drepturile de bază și șansa de a-și continua studiile. Mai mult, ei erau considerați de autorități ca având „loialitate discutabilă” și, prin urmare, au fost discriminați și lipsiți de multe dintre drepturile cetățenești. 
Ostarbeiterii au fost discriminați în mod oficial de autoritățile statului. În actele lor de identitate (pașaportul intern) (dar și al copiilor și membrilor familiei) au fost făcute mențiuni speciale cu timpul petrecut în Germania în timpul războiului. Drept urmare, multe locuri de muncă erau interzise pentru oricine suficient de ghinionist să aibă un astfel de statut și foștii muncitori din est erau adesea ostracizați de comunitatea sovietică în general. Multe victime au mărturisit că, după război, au suferit o din cauza abuzurilor și suspiciunilor din partea compatrioților lor, mulți dintre care i-au acuzat că sunt trădători, care i-au ajutat pe germani și au trăit confortabil în al Treilea Reich în timp ce Ucraina era distrusă și jefuită.

## Pensiile și compensațiile
În anul 2000, fundația „Aducere aminte, Responsabilitate și Viitor”, un proiect al guvernului federal german și a 6.500 de companii ale Inițiativei Fundației Industriei Germane, a platiti 10 miliarde  mărci (5,1 miliarde €) foștilor ostarbeiteri. A fost vorba de o plată unică de aproximativ 2.000 euro pentru fiecare lucrător, mult mai mică decât valoarea ajustată cu inflație a muncii lor. Dintre cei peste 2 milioane de muncitori recrutați din Ucraina, 467.000 de supraviețuitori au primit în total 867 milioane de Euro, fiecărui lucrător fiindu-i asigurată o sigură plată de 4.300 de mărci. Ultima plată a fost făcută în 2007.

## Cercetările științifice
Relatările ale martorilor oculari despre experiența ucraineană ca „Ostarbeiter” care să fie publicate sunt practic inexistente în Ucraina, deși au fost 2.244.000 de ucraineni obligați să muncească în Germania, potrivit istoricului ucrainean Iuri Kondufor. Arhivele de Stat al Ucrainei au acum o colecție de documente online care arată notificări oficiale publicate de autoritățile germane de ocupație din Ucraina. Aproximativ 3.000.000 de ostarbeiteri au fost duși în Germania și se estimează că ucrainenii au constituit aproximativ 75% din acest total. Conform unor cercetări, Ucraina a pierdut aproximativ 10 milioane de oameni în al Doilea Război Mondial, mai mult decât oricare altă țară în timpul acestui conflict.
Unii dintre lucrătorii din est care au supraviețuit războiului au emigrat în țări din afara continentului european, în principal în SUA, dar și în alte state precum Argentina, Australia, Canada și Brazilia. Ostarbeiterii pe care sfârșitul războiului i-a găsit în zonele de ocupație franceză și britanică au fost repatriați în mod automat. Cei care s-au aflat în zona americană nu au fost obligați să se reîntoarcă în țările de origine. În plus, ucrainenii din Ucraina de vest și regiunea baltică nu au fost forțați să se reîntoarcă în Uniunea Sovietică, deoarece autoritățile britanice nu au recunoscut aceste teritorii ca părți ale URSS-ului. 

## Vedeți și:
- Deutsche Wirtschaftsbetriebe, inițiativă economică a Germaniei Naziste pentru folosirea muncii celor internați în lagărele de concentrare
- Generalplan Ost
- Hungerplan (Planul foametei)
- Tratamentul aplicat prizonierilor de război sovietici de către germani
- Răpirea copiilor de către Germania Nazistă
- Zivilarbeiter, „muncitorii civili” obligați să muncească în Al treilea Reich
- Polenlager
- Decretele poloneze